# Coordinadora de Colles Castelleres de Catalunya
|  | «CCCC» redirigeix aquí. Vegeu-ne altres significats a «CCCC (desambiguació)». |

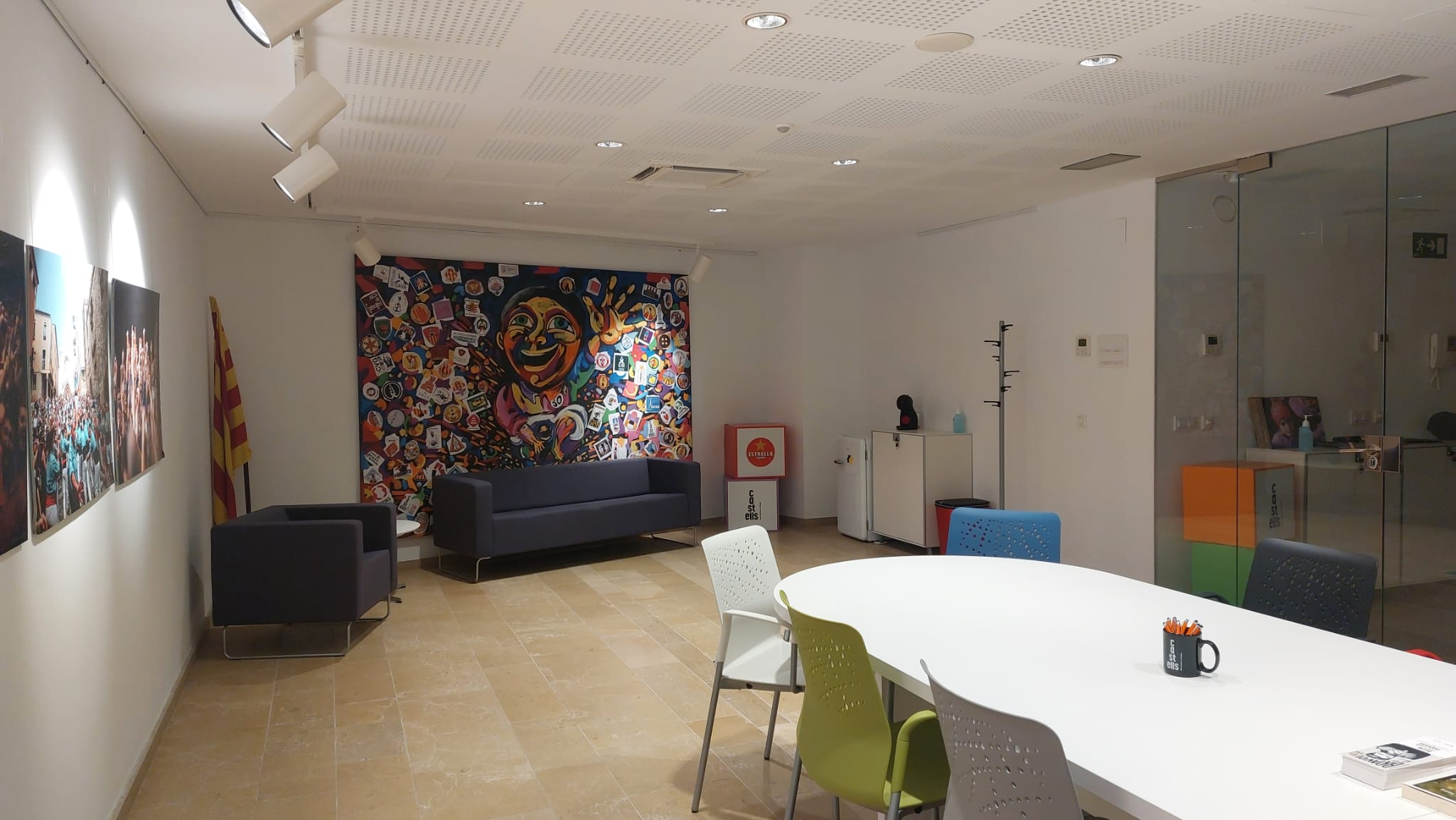
Interior de la seu de la Coordinadora de Colles Castelleres de Catalunya, al Carrer Sant Oleguer de Valls

La Coordinadora de Colles Castelleres de Catalunya (CCCC) és una entitat catalana creada el 1989 amb l'objectiu de vetllar pels interessos comuns de les colles castelleres i fomentar els castells. La seu social de la CCCC es troba al carrer Sant Oleguer 9 de Valls (Alt Camp). Les colles escullen, mitjançant una assemblea, una Junta Directiva formada per dotze representants d'aquestes colles. A més de fomentar l'esperit casteller vetlla essencialment per fer que els riscos inherents a l'activitat castellera quedin garantits sota la cobertura d'unes pòlisses d'assegurances adequades.
La Coordinadora agrupa les 83 colles castelleres existents a Catalunya, les Illes Balears i Catalunya Nord, i les 12 colles universitàries. A aquesta agrupació, a més, cal afegir-hi un petit grup de colles considerades com a colles en formació.
A banda, és un dels components del Consorci de Món Casteller- Museu Casteller de Catalunya, junt amb el Departament de Cultura de la Generalitat de Catalunya, la Diputació de Tarragona i l'Ajuntament de Valls.

## Història
Va ser fundada a Sant Pere de Ribes (el Garraf) el 27 de maig de 1989. La primera junta va estar presidida per Joan Alsina dels Minyons de Terrassa i la completaven Joan Vallès, Jordi Tondo, Eduard Galceran, Salvador Navarro, Víctor Capdet i Josep Farreny amb l'assessorament tècnic de Llorenç Prats i Eloi Roca.
L'any 2005 fou guardonada amb el XXIX Premi d'Honor Lluís Carulla, guardó destinat a persones vivents o entitats que amb la qualitat de la seva activitat científica, cultural o cívica hagin ajudat a enfortir la consciència de comunitat nacional i el sentit de pertinença a la cultura dels Països Catalans. L'any 2007 fou guardonada amb el Premi Nacional de Cultura Popular, concedit per la Generalitat de Catalunya.

## Junta directiva
La directiva està integrada per 11 representants de colles castelleres, que des del 2021 són els següents:
- President: Ruben Gaón (Nens del Vendrell)
- Vicepresidents: Xavier Bacardit (Minyons de Terrassa) i Joan Ibarra (Colla Vella dels Xiquets de Valls)
- Tresorer: Pau Camprovín (Castellers de Sants)
- Secretari: Llorenç Llaberia (Castellers de Lleida)
- Vocals: Lara Santana (Capgrossos de Mataró), Cristian Muñoz (Castellers de Cornellà), Josep Maria Cortès (Colla Joves Xiquets de Valls), Joan Font (Castellers de la Vila de Gràcia), Ignasi Escamilla (Castellers de Sant Cugat) i Antonio Sánchez (Xiquets de Tarragona).